# آمریکا (رمان)
آمریکا (Amerika) نخستین رمان فرانتس کافکا است که ناتمام ماند. این رمان بین سال‌های ۱۹۱۱ تا ۱۹۱۴ نوشته شد و پس از مرگ او در سال ۱۹۲۷ به چاپ رسید. کافکا این کار را با نام مردی که ناپدید شد (به آلمانی: Der Verschollene) نوشت اما وقتی ماکس برود آن را پس از مرگ او چاپ کرد آن را آمریکا نام نهاد.